# Bataille de Glendale
Guerre de Sécession
Batailles
Campagne de la Péninsule
- Hampton Roads
- Yorktown
- Williamsburg
- Eltham's Landing
- Drewry's Bluff
- Hanover Court House
- Seven Pines
- Sept Jours
  - Oak Grove
  - Beaver Dam Creek
  - Gaines's Mill
  - Garnett's & Golding's Farm
  - Savage's Station
  - White Oak Swamp
  - Glendale
  - Malvern Hill

- Oak Grove
- Beaver Dam Creek
- Gaines's Mill
- Garnett's & Golding's Farm
- Savage's Station
- White Oak Swamp
- Glendale
- Malvern Hill

La bataille de Glendale, aussi connue sous les noms de bataille de Frayser's Farm, Nelson's Farm, Charles City Crossroads, New Market Road, ou Riddell's Shop, s'est déroulée le 30 juin 1862 dans le comté de Henrico le sixième jour de la bataille des sept jours (Campagne de la Péninsule) de la guerre de Sécession,.
Les divisions confédérée du major général Benjamin Huger, James Longstreet, et A.P. Hill convergent sur l'armée de l'Union en retraite dans les environs de Glendale ou de Frayser's Farm. Les attaques de Longstreet et de Hill pénètrent les défenses de l'Union près de Willis Church. Les contre-attaques de l'Union comblent la brèche et sauvent leur voie de retraite le long de la route de Willis Church. La progression de Huger est stoppée sur la route de Charles City. Les divisions menées par le major général Thomas J. « Stonewall » Jackson sont retardées par le corps du brigadier général Willam Buel Franklin à White Oak Swamp. Le major général confédéré Theophilus H. Holmes fait une tentative d'attaque peu convaincante sur de flanc gauche de l'Union à Turkey Bridge mais est repoussé. C'était la meilleure chance de Lee de couper l'armée de l'Union du fleuve James. Cette nuit-là, l'armée de l'Union établit une forte position sur Malvern Hill.

## Contexte

### Situation militaire
La bataille des sept jours commence avec une attaque de l'Union lors de la bataille mineure d'Oak Grove le 25 juin 1862, mais McClellan perd rapidement l'initiative alors que Lee lance une série d'attaques à Beaver Dam Creek (Mechanicsville) le 26 juin, Gaine's Mill le 27 juin, les actions mineures à Garnett's et Golding's Farm les 27 et 28 juin et l'attaque sur l'arrière garde de l'Union à Savage's Station le 29 juin. L'armée du Potomac de McClellan poursuit sa retraite vers la sécurité d'Harrison's Landing sur le fleuve James.
Après Gaines's Mill, McClellan laisse son armée sans instruction claires sur les voies de retraite et sans nommer un commandant en second. Le gros du Ve corps (moins McCall), sous les ordres du brigadier général Fitz John Porter, se déplace pour occuper Malvern Hill, pendant que les quatre corps restants de l'armée du Potomac opèrent principalement de manière indépendante lors de leurs combats au cours de la retraite. La plupart des éléments de l'armée semblent capables de traverser le White Oak Swamp Creek à midi le 30 juin. Environ un tiers de l'armée a atteint le fleuve James, mais le reste marche encore entre White Oak Swamp et Glendale. Glendale est le nom d'une petite communauté à l'intersection de la route de Charles City et de la route Quaker, ou route de Willis Church, qui passe au-dessus de Malvern Hill vers le fleuve James). Après avoir inspecté la ligne de marche le matin, McClellan part vers le sud et embarque sur le cuirassé USS Galena sur le James.
Lee ordonne à son armée de Virginie du Nord de converger sur les forces de l'Union en retraite, embouteillées sur le réseau routier inadéquat. L'armée du Potomac, en manque de cohérence dans le commandement général, présente une ligne défensive discontinue et irrégulière. Stonewall Jackson reçoit l'ordre de presser l'arrière garde de l'Union à la traversée de White Oak Swamp pendant qu'une plus grande partie de l'armée de Lee, environ 45 000 hommes, attaquera l'armée du Potomac au milieu de la retraite à Glendale, à environ trois kilomètres (deux miles) au sud-ouest, la scindant en deux. La division de Huger attaquera en premier après une marche de cinq kilomètres (trois miles) sur la route de Charles City, soutenu par Longstreet et A. P. Hill dont les divisions sont à environ onze kilomètres (sept miles) à l'ouest, lors d'une attaque massive. Holmes doit bombarder les fédéraux en retraite près de Malvern Hill.

## Forces en présence

### Union
Ordre de bataille unioniste de la bataille des sept jours (en)

### Confédération
Ordre de bataille confédéré de la bataille des sept jours (en)

## Bataille

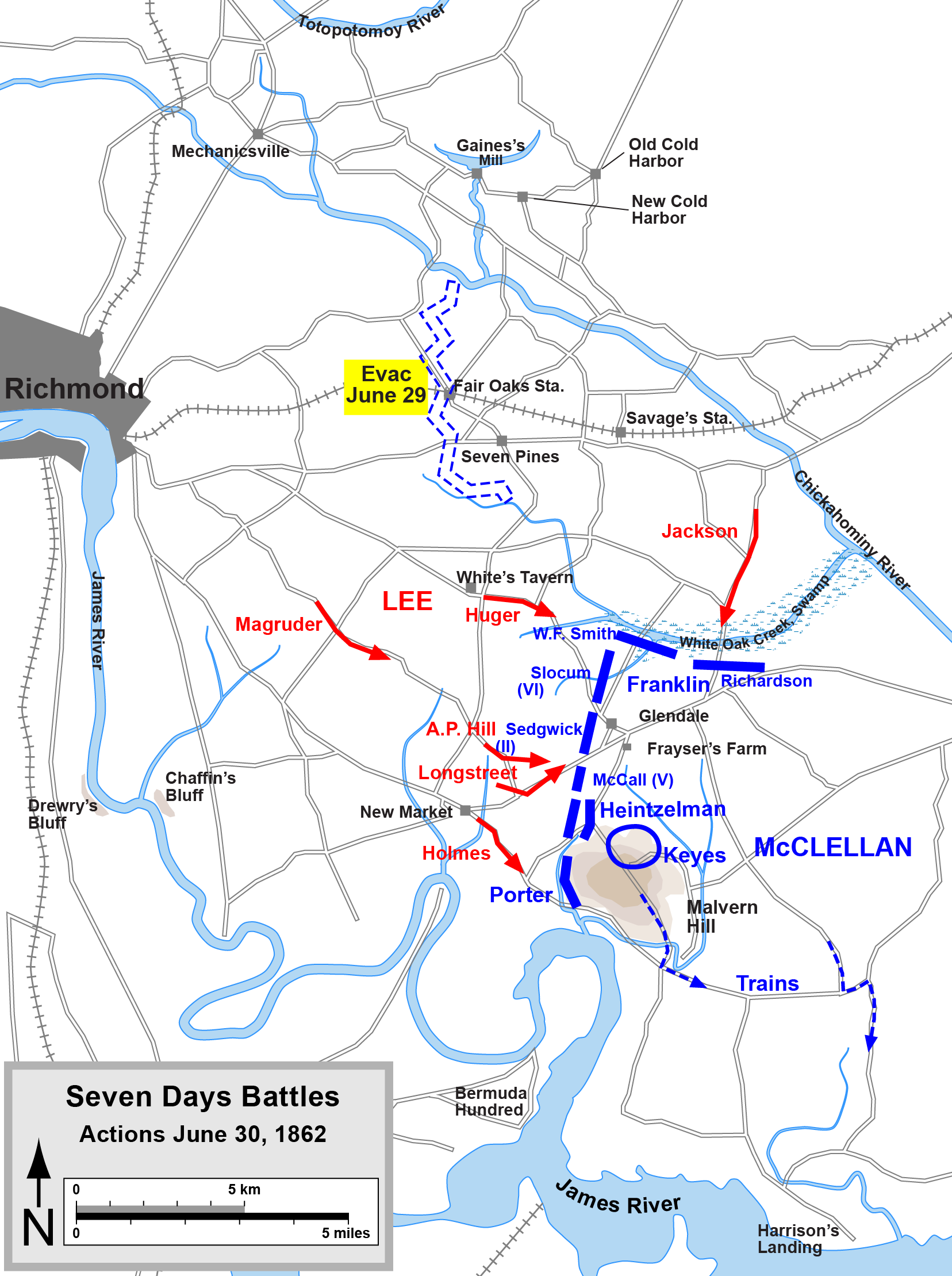
Bataille des sept jours, 30 juin 1862.

Comme la plupart des batailles des sept jours, le plan de Lee est mal exécuté. Huger est ralenti par des arbres tombés obstruant la route de Charmes City, résultat des efforts des pionniers de la division du brigadier général Henry W. Slocum. Les hommes de Huger passent des heures à se frayer une nouvelle route dans les bois épais dans ce qui devient connu comme la « bataille des haches ». Il ne parvient pas à prendre une route alternative, et, craignant une contre-attaque, échoue à participer à la bataille. À 16 heures, Lee ordonne au major général John B. Magruder de rejoindre Holmes sur la River Road et d'attaquer Malven Hill, le flanc gauche de la ligne de l'Union, puis lui ordonne d'assister Longstreet, aussi sa division passe la journée dans une contre-marche. Stonewall Jackson se déplace lentement et passe la journée entière au nord du ruisseau, faisant seulement de petits efforts pour le traverser et attaquer le VIe corps de Franklin lors de la bataille de White Oak Swamp, tenant de faire reculer l'ennemi par un duel d'artillerie sans résultat, aussi le pont détruit peut être reconstruit, même si des gués possibles se trouvent à proximité. Malgré ses victoires éclatantes lors de la récente campagne de la vallée, ou en raison de la fatigue de la campagne, les contributions de Jackson lors des sept jours sont marquées tout du long par une lenteur d'exécution et un jugement médiocre. La présence de Jackson oblige deux des trois brigades du brigadier général John Sedgwick, qui défendent le carrefour de Charles City, à partir vers le nord comme renforts. La division de McCall s'est arrêtée au carrefour de Charles City au cours de sa marche pour rejoindre Porter. Le trou dans la ligne de Sedgwick est remarqué et comblé par ses trois brigades. Les troupes inexpérimentées de Holmes (de son département de Caroline du Nord, rattachées à l'armée de Virginie du Nord) ne progressent pas contre Porter à Turkey Bridge et Malvern Hill, et sont repoussées par des tirs d'artillerie et par les canonnières fédérales Galena et Aroostook (en) sur la James.

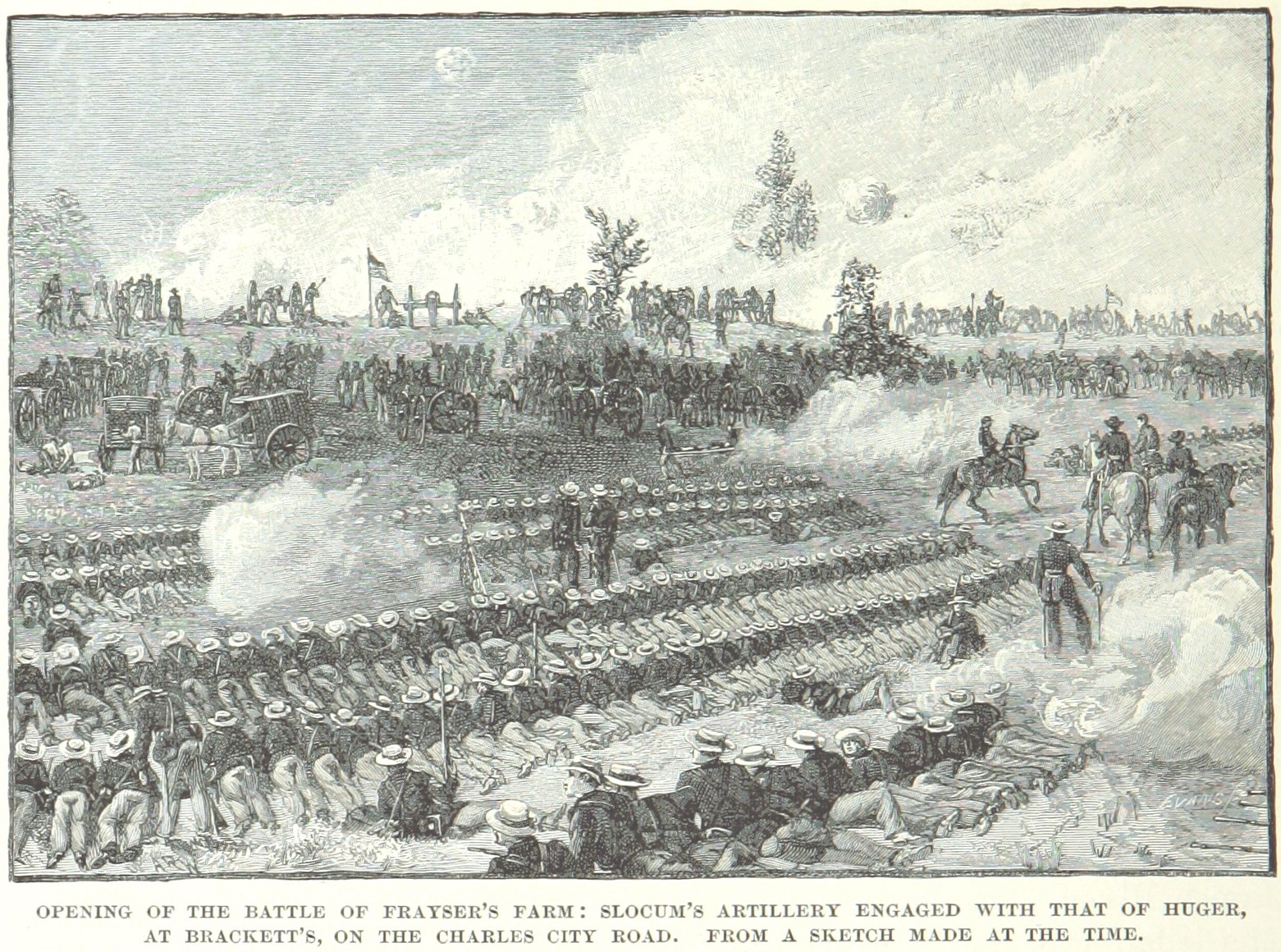
L'artillerie de Slocum engage celle d'Huger.

À 14 heures, alors qu'ils attendent le bruit de l'attaque espérée de Huger, Lee, Longstreet, et le président confédéré Jefferson Davis en visite confèrent sur leurs chevaux lorsqu'ils se retrouve sous un sévère tir d'artillerie, blessant deux hommes et tuant trois chevaux. A.P. Hill, commandant ce secteur, ordonne au président et aux généraux plus anciens de se retirer. Longstreet tente de réduire au silence les six batteries de canons fédéraux tirant dans sa direction, mais les tirs d'artillerie à longue distance se révèlent inefficaces. Il ordonne au colonel Micah Jenkins de charger les batteries, ce qui aboutit à une mêlée générale vers 16 heures.
Bien que retardés et non lancés comme prévu, les assauts des divisions d'A.P. Hill et de Longstreet, sous le commandement global de Longstreet, se révèlent être les seuls à suivre l'ordre de Lee d'attaquer la concentration principale de l'Union. Les 20 000 hommes de Longstreet ne sont pas renforcées par les divisions confédérées de Huger et de Jackson, malgré leur regroupement dans un rayon de cinq kilomètres (trois miles). Elles lancent l'assaut contre la ligne de l'Union disjointe de 40 000 hommes, arrangés sur un arc nord-sud de trois kilomètres (deux miles) de l'intersection de Glendale, mais le plus gros des combats se concentre sur la position tenue pas la division des réserves de Pennsylvanie du Ve corps, 6 000 hommes sous les ordres du brigadier général George A. McCall, juste à l'ouest de la ferme Nelson, au nord de Willis Church,. La division de McCall comprend les brigades du brigadier général George G. Meade sur la droite et du brigadier général Truman Seymour sur la gauche et la brigade du brigadier général John F. Reynolds (menée par le colonel Seneca G. Simmons depuis la capture de Reynolds à Boatswain's Swamp après Gaines's Mill) en réserve.

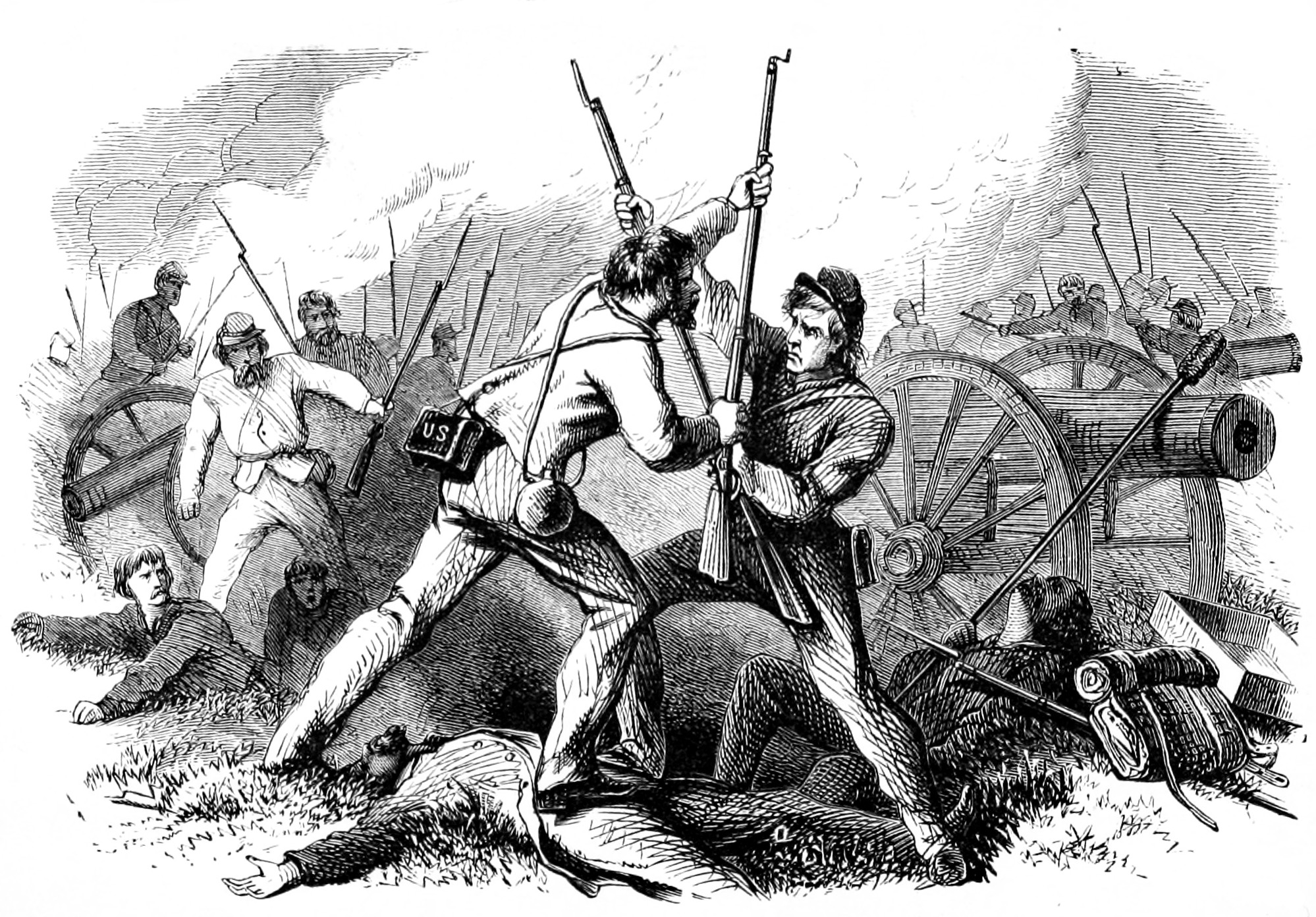
Gravure de 1864 montrant le combat contre l'artillerie de McCall à Glendale.

Trois brigades confédérées sont envoyées en avant à l'assaut, du nord vers le sud : la brigade du brigadier général Cadmus M. Wilcox, celle du colonel Micah Jenkins (brigade d'Anderson) et celle du brigadier général James L. Kemper. Longstreet ordonne leur mouvements en avant de façon fragmentée, sur plusieurs heures. Les Virginians de Kemper chargent au travers d'un bois épais en premier et sortent en face de cinq batteries de l'artillerie de McCall. Pour leur première expérience au combat, la brigade se conduit de manière désordonnée pour mèner un assaut enthousiaste, qui la pousse au-delà des canons et perce la ligne principale de McCall avec le soutien de Jenkins, suivis quelques heures plus tard par la brigade d'Alabamians de Wilcox. Les brigades confédérées rencontrent une résistance acharnée de Meade et Seymour dans des combats au corps à corps lors lorsque les hommes se battent à la baïonnette et utilisent les fusils comme des massues. Les officiers utilisent même leur épée (normalement ornementales) comme des armes. Meade est blessé dans le combat, deux de ses batteries sont capturées (celle du lieutenant Alanson Randol et celle du capitaine James Cooper), mais l'une est reprise. McCall est capturé lorsqu'il chevauche par erreur dans la ligne des piquets confédérés, à la recherche de positions pour y mettre ses hommes ralliés.
Sur le flanc nord de McCall, la division du brigadier général Philip Kearny tient contre les attaques répétées confédérées avec le renfort de la brigade de Caldwell et deux brigades de la division de Slocum. Sur le flanc sud, la division du brigadier général Joseph Hooker repousse et poursuit des attaques mineures. La division de Sedgwick, dont les brigades sont revenues de White Oak Swamp, vient pour combler un trou après une contre-attaque brutale. Les combats sévères se poursuivent jusqu'à 20 heures 30. Longstreet engage pratiquement chaque brigade de la division sous son commandement , pendant que du côté de l'Union ils ont bouché les trous dans la ligne par des mouvements individuels lorsqu'ils apparaissaient.

## Conséquences
La bataille est tactiquement indécise, bien que Lee ait échoué à atteindre son objectif d'empêcher les fédéraux de s'échapper et de paralyser l'armée de McClellan, sinon de la détruire. La prestation de Lonstreet a été médiocre, lançant brigade après brigade de façon désordonnée, plutôt que de frapper avec une force concentrée à la manière pour laquelle il sera connu plus tard dans la guerre. Il n'a pas aussi été soutenu par Huger et Jackson, comme Lee l'avait planifié. Au lieu d’attaquer, les deux généraux ont simplement gardé leurs divisions sur la rive nord de White Oak Swamp et n'ont lancé aucune action autre que des échanges sporadiques d'artillerie Les pertes de l'Union s'élèvent à 3 797 (297 tués, 1 696 blessés et 1 804 disparus ou capturés). Les pertes confédérées sont comparables au total - 3 673 (638 tués, 2 814 blessés et 221 disparus - mais supérieures à 40 % en tués et blessés. Longstreet perd plus d'un quart de sa division Les généraux de l'Union Meade et Edwin V. Sumner. et les généraux confédérés Joseph R. Anderson, Dorsey Pender, et Winfield S. Featherston sont blessés.
Le soir du 30 juin, McClellan, qui n'a rien vu des combats, envoie un télégramme au département de la Guerre : « Mon armée s'est comportée superbement et a donné tout ce que les hommes pouvaient. Si aucun de nous ne s'échappe, nous aurons au moins fait honneur au pays. Je ferai de mon mieux pour sauver l'armée ». Il réclame plus tard un renfort de 50 000 hommes (que le département de la Guerre n'a aucune chance de fournir). « Avec eux, je retrouverai nos chances ». McClellan est critiqué significativement par les historiens pour son éloignement de la bataille, naviguant sur le Galena, hors de portée, alors que ses hommes combattent. Ethan Rafuse écrit qu'après avoir supervisé le déploiement de trois corps près du carrefour de Glendale, McClellan, qui ensuite « défie quasiment l'opinion. ... Même si ses hommes sont à ce moment engagés dans une bataille féroce près de Glendale ... il passe l'après-midi à bord du Galena, déjeunant avec le [capitaine] Rodgers et voyageant en amont de la rivière pour regarder le bombardement d'une division confédérée qui a été aperçue marchant vers l'est le long de la route de la rivière vers Malvern Hill ». Brian K. Burton écrit que, « plus aucun autre jour, le jugement de McClellan le 30 est suspect. Il a organisé les communications entre Malvern Hill et la rivière mais c'est un médiocre substitut. Laisser cinq corps différents à un point vital sans commandant global est s'attendre à une catastrophe ». Stephen W. Sears (en) écrit que lorsque McClellan déserte son armée sur les champs de bataille de Glendale et Malvern Hill pendant la bataille des sept jours, il est en abandon de poste.
Après la bataille, Lee écrit que si « les autres commandement avaient coopéré lors de cette action, le résultat se serait révélé plus désastreux pour l'ennemi ». Le major général confédéré D. H. Hill est encore plus direct : « si toutes nos troupes avaient été à Frayser's Farm, il n'y aurait pas eu de Malvern Hill ». Le brigadier général confédéré Edward Porter Alexander écrit après la guerre que, « jamais, avant ou après, le destin a mis un tel prix entre nos mains. Je crois personnellement qu'à deux occasions en quatre ans, nous étions à deux doigts d'un succès militaire si important que nous aurions pu espérer terminer la guerre avec notre indépendance. ... La première était à Bull Run [en] juillet 1861 ... Cette [seconde] chance du 20 juin 1862 m'a marqué plus que tout ».
Lee aura une seule autre opportunité d'intercepter l'armée de McClellan avant qu'elle atteigne la sécurité du fleuve et termine la bataille des sept jours, à la bataille de Malvern Hill le 1er juillet.
Une partie de la bataille s'est déroulée sur Gravel Hill, une communauté fondée pour les esclaves émancipés par le quaker Robert Pleasants (en) avant 1800. Bien que l'école historique de Gravel Hill ait été détruite, elle a été remplacée par le temple baptiste de Gravel Hill en 1866, et la communauté reste très soudée de nos jours.